# Langer Eugen
El Langer Eugen es un edificio de oficinas situado en la ciudad alemana de Bonn.

## Historia y características
Fue proyectado por Egon Eiermann y su construcción tuvo lugar entre 1966 y 1969. El edificio, que albergó la sede del Bundestag, ha pasado posteriormente a albergar instalaciones de la Organización de las Naciones Unidas. Debe su nombre al antiguo presidente del Bundestag Eugen Gerstenmaier.
Alcanza una altura de 115 m.